# Cosa mi lasci di te
Cosa mi lasci di te (I Still Believe) è un film del 2020 diretto da Andrew e Jon Erwin. Il film è basato sulla vera storia del cantante Jeremy Camp e del suo incontro con la sua prima moglie, Melissa. La vicenda è stata raccontata nel libro autobiografico intitolato I Still Believe.
Il film è prodotto della Kingdom Story Company, il quinto lungometraggio degli Erwin Brothers, distribuito sotto la casa cinematografica Lionsgate. È stato presentato per la prima volta all'ArcLight Hollywood il 7 marzo 2020 ed è stato distribuito nelle sale cinematografiche statunitensi il 13 marzo 2020. Ha ricevuto recensioni contrastanti da parte della critica, che ha elogiato il film per aver raffigurato la fede in mezzo alla sofferenza, ma ha criticato la trama e i personaggi. Lionsgate ha distribuito il film in on demand il 27 marzo 2020 su Amazon Prime, a causa della pandemia di COVID-19.

## Trama
A Lafayette, Indiana, nel settembre 1999, Jeremy Camp parte per il Calvary Chapel College di Murrieta, in California. La sera del suo arrivo, si reca ad un concerto della band cristiana canadese, the Kry, dove incontra il cantante, Jean-Luc LaJoie, che diventa rapidamente amico di Jeremy, che viene da lui per un consiglio musicale.
Dopo il concerto, Jeremy incontra Melissa Henning, una studentessa della sua scuola e amica di Jean-Luc, che la ama, ma lei non ricambia il sentimento. La coppia si conosce e inizia rapidamente a frequentarsi, provocando una spaccatura tra Jeremy, Melissa e Jean-Luc. Di conseguenza, Melissa termina la sua relazione con Jeremy, il quale ritorna dalla sua famiglia in Indiana per le vacanze di Natale. Pochi giorni dopo, Jeremy riceve una telefonata da Jean-Luc, dicendo che Melissa è malata e chiede a Jeremy di tornare in California.
Al suo arrivo, Jeremy visita Melissa in ospedale, che gli dice che le è stato diagnosticato un cancro allo stadio 3C nel suo fegato. Dice anche a Jeremy che lo ama. Lui dice lo stesso e le chiede di sposarlo. Lei accetta. Durante questo periodo, Jeremy inizia a farsi un nome come cantautore cristiano. Melissa scopre che il cancro si è diffuso alle ovaie e che ha bisogno di un intervento chirurgico che la lascerà sterile. Ma, il giorno dell'intervento, Melissa si sveglia con Jeremy, che le dice che l'intervento è stato annullato perché ora non ha il cancro. Sei mesi dopo, Jeremy e Melissa si sposano. Tutto sembra perfetto fino a dopo la luna di miele, quando Melissa si sveglia per il dolore. Jeremy la porta in ospedale, dove scoprono che il suo cancro è tornato e che non si può fare altro per lei.
Man mano che Melissa si indebolisce, Jeremy inizia a mettere in discussione la sua fede in Dio. In ospedale, Jeremy canta una canzone che ha scritto (Walk by Faith) durante la luna di miele. Melissa muore poco dopo. Jeremy si arrabbia con Dio e sceglie di abbandonare la sua carriera musicale, facendo a pezzi la sua chitarra. Al suo interno, trova una nota che Melissa gli ha lasciato da trovare dopo la sua morte, dicendogli che la sofferenza non danneggia la fede, ma la rafforza e questo lo incoraggia a continuare a scrivere canzoni.
Due anni dopo, Jeremy esegue una canzone che ha scritto dopo la morte di Melissa (I Still Believe) sulla sua sofferenza, ma alla fine ha ritrovato la fede. Dopo il concerto, incontra una ragazza di nome Adrienne, che dice a Jeremy che ha perso qualcuno vicino a lei, ed era arrabbiata con Dio, e le sue canzoni le hanno cambiato la vita. Il film termina con Jeremy che promette di condividere la storia di Melissa, credendo che Dio lo userà per cambiare la vita. I titoli di coda rivelano che Jeremy e Adrienne si sono sposati nel 2003 e hanno tre figli.

## Cast
- KJ Apa nel ruolo di Jeremy Camp
- Britt Robertson nel ruolo di Melissa Lynn Henning-Camp
- Gary Sinise nel ruolo di Tom Camp, il padre di Jeremy
- Shania Twain nel ruolo di Teri Camp, la madre di Jeremy
- Melissa Roxburgh nel ruolo di Heather Henning, la sorella di Melissa
- Nathan Parsons nel ruolo di Jean-Luc Lajoie, un amico comune, interessato a Melissa
- Abigail Cowen nel ruolo di Adrienne Liesching-Camp, la seconda moglie di Jeremy

## Produzione
Il film è il primo progetto di un accordo concluso tra Erwin Brothers e Lionsgate dopo il successo del loro film I Can Only Imagine nel 2018. È anche il primo film prodotto da Kingdom Story Company, uno studio cinematografico fondato dagli Erwin Brothers, Kevin Downes e Tony Young.
Jeremy Camp è stato attivamente coinvolto nella produzione del film, mentre il cantautore Bart Millard dei MercyMe (la cui storia di vita è stata raccontata in I Can Only Imagine) ha fatto da produttore esecutivo.

### Casting

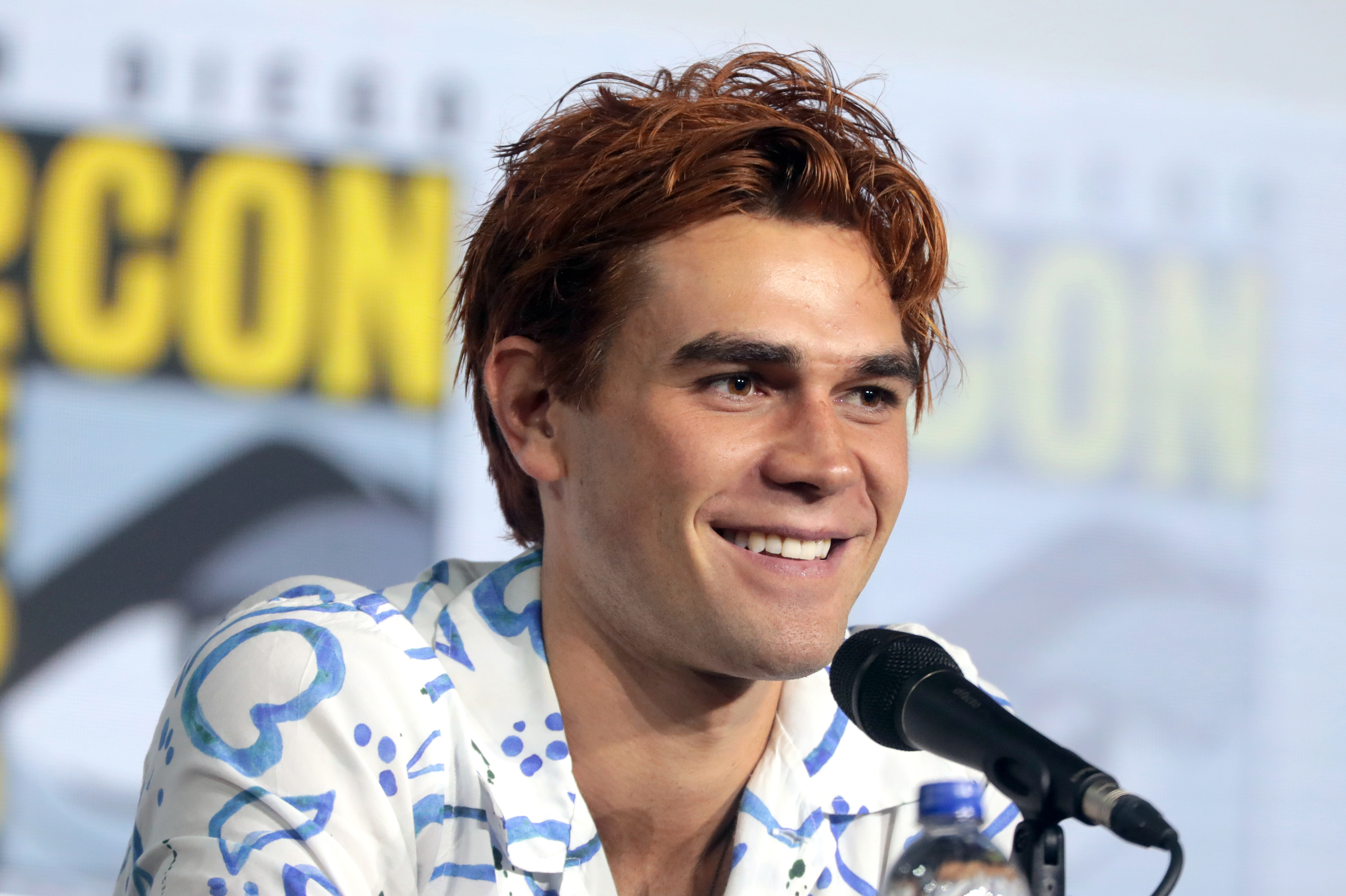
KJ Apa interpreta Jeremy Camp nel film

KJ Apa è stato annunciato come la star del film, interpretando Jeremy Camp, e Gary Sinise è stato annunciato per il ruolo del padre di Camp, al CinemaCon nell'aprile 2019. Lo stesso mese è stato annunciato che Britt Robertson sarebbe stata la co-protagonista come Melissa Camp, affiancata da Shania Twain come la madre di Camp, Melissa Roxburgh come sorella di Melissa e Nathan Parsons come Jean-Luc Lajoie, cantante della band The Kry.
Il co-regista Andrew Erwin ha riferito di sperare che il cast, in particolare Apa e Robertson, avrebbero attratto persone anche non cristiane.

### Musica
Il compositore John Debney è stato ingaggiato per scrivere la colonna sonora del film, mentre KJ Apa ha interpretato diverse canzoni scritte da Jeremy Camp durante il periodo della sua vita rappresentato nel film, tra cui "I Still Believe", "Walk per fede" e "This Man". John Debney compone per la terza volta la colonna sonora di un film cristiano, dopo La passione di Cristo nel 2004 e The Young Messiah nel 2016.

### Riprese
Le riprese sono iniziate a Mobile, in Alabama, a maggio e si sono concluse a luglio 2019.
Il cineasta del film, Kristopher Kimlin, aveva collaborato con gli Erwin Brothers nelle loro produzioni passate, Mamma che notte!, Woodlawn e Una canzone per mio padre.

### Differenze rispetto al libro
Il film è ispirato al libro di Jeremy Camp uscito nel 2013 negli USA. Rispetto al testo, vi sono alcuni importanti cambiamenti apportati dagli sceneggiatori. I principali sono:
- Nel film Jean-Luc è innamorato di Melissa e questo crea delle tensioni con Jeremy perché i due si ritrovano rivali in amore. La situazione è reale ma non coinvolge Jean-Luc bensì Jason, un amico di Melissa che non compare nel film.
- La scoperta della lettera nella chitarra non viene citata nel libro.
- Il matrimonio tra Jeremy e Melissa non è avvenuto su una spiaggia.
- Nel film non si specifica che in realtà l'incontro con Adrienne avviene perché anche lei è la cantante di una band musicale.
- Rispetto a quanto riportato nel libro, il film non sottolinea il grande legame di Jeremy con la madre.

### Versione italiana
La produzione italiana presenta dei dialoghi pesantemente modificati a tal punto da cambiare significativamente le motivazioni dietro le scelte dei personaggi. Nella versione inglese i protagonisti nominano spesso Dio, sia come ragione dietro alcune scelte sia durante normali e ordinarie conversazione. Ad esempio, Melissa dice a Jeremy che ha promesso alla sorella e a Dio di rimanere single, ma nella versione italiana Melissa lo ha promesso alla sorella e a sé stessa. Oppure, al primo appuntamento con Jeremy, Melissa dice che il Dio che ha creato trecento miliardi di stelle nella Via Lattea ha creato anche il suo destino; nella versione italiana chi ha creato il suo destino è l'Universo.
Nei dialoghi italiani Dio non viene mai citato e viene spesso sostituito da parole come "Universo", "vita" o "destino". Non viene nemmeno mai menzionato che Jeremy Camp è un cantautore cristiano e scrive canzoni cristiane, e solo dalla coreografia del film si può intuire che la fede sia parte delle loro vite mentre nei dialoghi originali la fede e Dio sono spesso menzionati. Il significato del titolo originale del film stesso, "I Still Believe" (Ci credo ancora, in Italiano), è di fatto completamente diverso nella traduzione "Cosa mi lasci di te".

## Colonna sonora

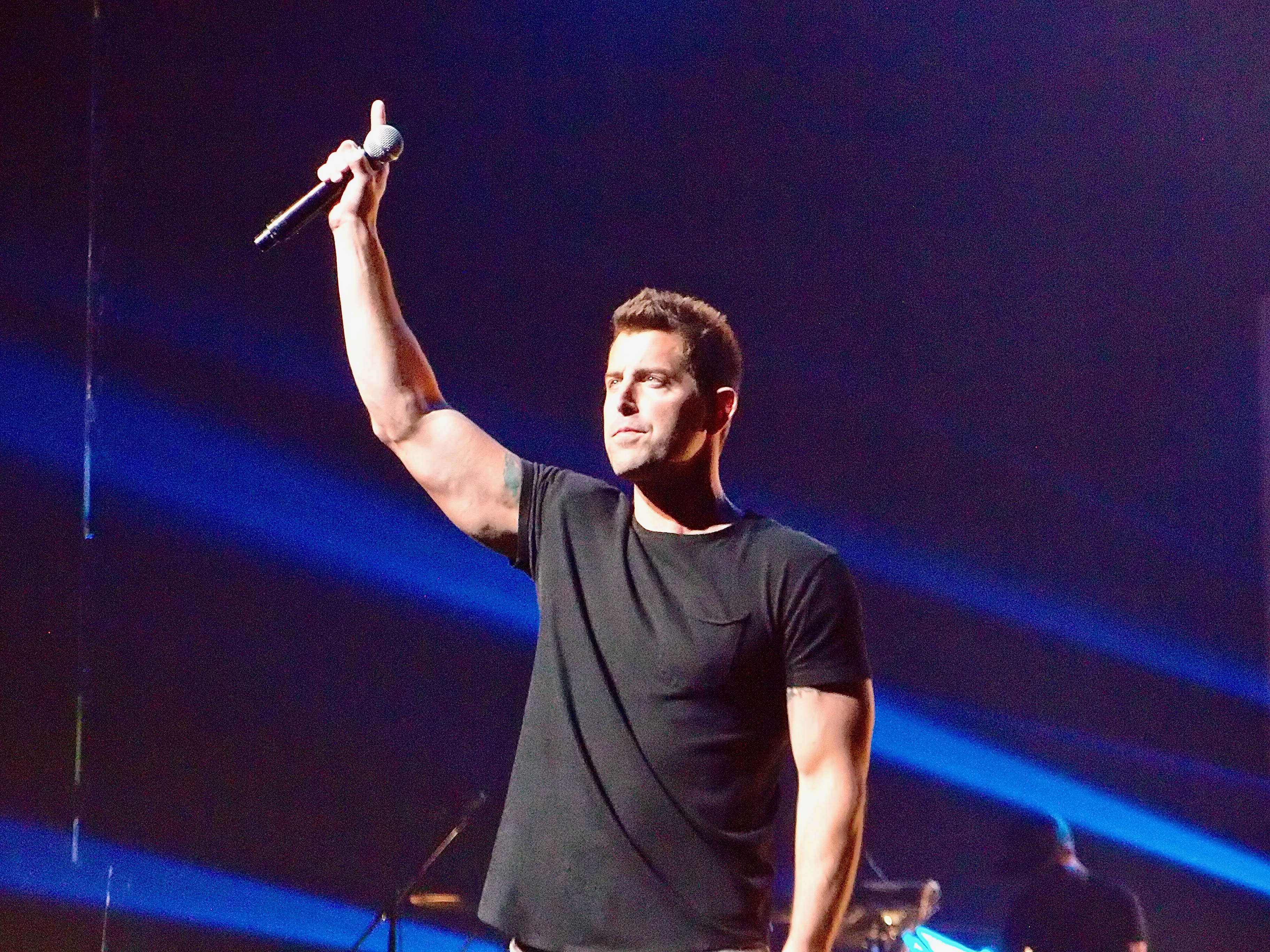
Jeremy scrisse "I Still Believe" dopo la morte di Melissa e "Find Me in the River" in luna di miele

La colonna sonora del film è stata pubblicata digitalmente da Capital Records il 6 marzo 2020 e includeva le interpretazioni di KJ Apa delle canzoni di Camp "This Man", "I Still Believe", "My Desire" e "Right Here", così come le nuove versioni di "I Still Believe" e "Walk by Faith" eseguite da Jeremy Camp, e due brani con dialoghi del film.
| N°  | Titolo                                                                 | Lunghezza |
| --- | ---------------------------------------------------------------------- | --------- |
| 1.  | "I Still Believe" (interpretata da KJ Apa)                             | 3:42      |
| 2.  | "Jeremy Says Goodbye"                                                  | 4:05      |
| 3.  | "This Man" (interpretata da KJ Apa)                                    | 3:09      |
| 4.  | "Take My Hand"                                                         | 4:20      |
| 5.  | "Find Me in the River" (interpretata da KJ Apa e JJ Heller)            | 3:03      |
| 6.  | "Some Stars Shine Brighter Than Others"                                | 3:12      |
| 7.  | "My Desire" (interpretata da KJ Apa)                                   | 3:19      |
| 8.  | "Dwelling Places" (finestra di dialogo)                                | 0:59      |
| 9.  | "Right Here" (interpretata da KJ Apa)                                  | 3:29      |
| 10. | "Melissa Loves Jeremy"                                                 | 2:07      |
| 11. | "You Call I'll Answer"                                                 | 4:03      |
| 12. | "Walk by Faith" (finestra di dialogo)                                  | 2:35      |
| 13. | "Ancient Stories Still Relevant"                                       | 4:44      |
| 14. | "Hey, What's Your Name Again?"                                         | 3:21      |
| 15. | "Walk by Faith (versione 2020)" (scritta ed eseguita da Jeremy Camp)   | 3:41      |
| 16. | "I Still Believe (Versione 2020)" (scritta ed eseguita da Jeremy Camp) | 4:31      |
| 17. | "I Can't Save Myself (Bonus track)" (eseguita da Adrienne Camp)        | 3:12      |

## Distribuzione
Negli Stati Uniti, la pellicola è stata distribuita a partire dal 13 marzo 2020 dalla LionsGate. In Italia, prevista per il 19 marzo seguente, è stata rinviata per la chiusura di tutte le sale cinematografiche italiane a seguito del decreto legge contro l'epidemia da COVID-19 e viene distribuita direttamente su Prime Video dal 17 aprile 2020.

### Valutazione
Il film è stato valutato PG (film per tutti) dalla Motion Picture Association of America per "materiale tematico".

### Video on demand
A causa delle chiusure dei cinema a causa delle restrizioni sulla pandemia di COVID-19, Lionsgate e Kingdom Story Company hanno annunciato che il 19 marzo il film avrebbe avuto una prima uscita on demand il 27 marzo negli Stati Uniti e in Canada, appena due settimane dopo il film debutto teatrale.

## Accoglienza

### Incassi
Nel primo fine settimana di programmazione, il film ha incassato 9.5 milioni di dollari negli Stati Uniti, piazzandosi secondo nella classifica del botteghino alle spalle di Onward - Oltre la magia.

### Critica
Sul sito Rotten Tomatoes, I Still Believe detiene un tasso di approvazione del 51% sulla base di 43 recensioni, con una valutazione media di 6/10. Su Metacritic, il film ha un punteggio medio ponderato di 41 su 100, basato su 12 critici, indicando "recensioni contrastanti". Il pubblico intervistato da CinemaScore ha dato al film un voto medio di "A" su una scala da A+ a F, e PostTrakha riferito di aver ricevuto in media 4,5 stelle su 5.